# Guerra mecanizada

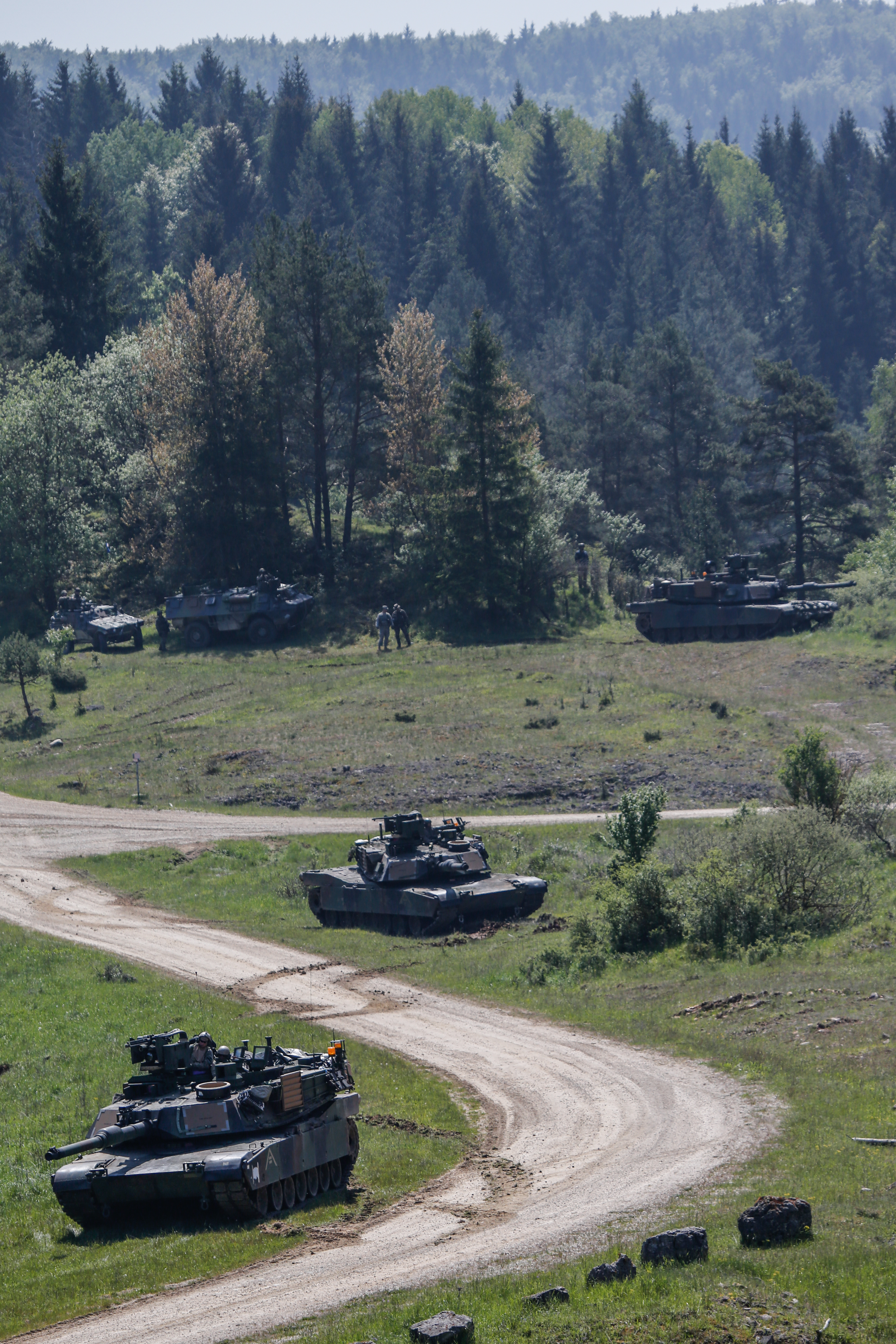
Tanques são peças fundamentais na guerra mecanizada. Na imagem, blindados dos Estados Unidos e da França durante um exercício de treinamento.

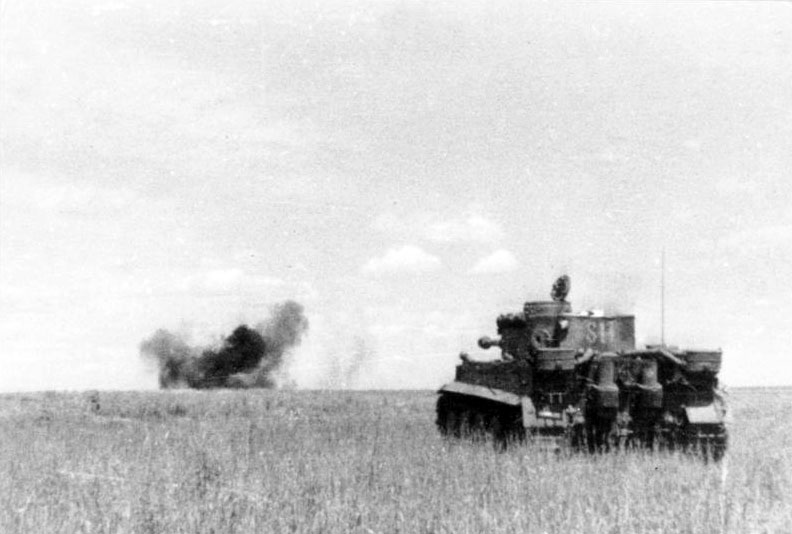
Combate entre tanques. Durante a batalha de Kursk, em 1944, um blindado alemão Tiger I destruindo um veículo soviético.

A guerra mecanizada, ou ainda guerra de tanques ou blindados, é o termo utilizado para a faceta de luta por meio de veículos blindados, notória na guerra moderna. Especialistas em ciência militar a apontam como uma das áreas mais importantes nos conflitos recentes.
A ideia da guerra mecanizada é basicamente o uso extenso de veículos blindados para apoiar ou liderar a infantaria na hora de sobrepujar o inimigo (ou defender-se de um ataque), através de poder de fogo e mobilidade proporcionado por tais veículos.
As aplicações de uma guerra de blindados eficiente depende da qualidade dos veículos e tanques, apoiados por infantaria móvel e carros leves (igualmente blindados) e artilharia, além de equipes de apoio e engenheiros.
A doutrina da guerra mecanizada começou durante a Primeira Guerra Mundial, especialmente na frente ocidental, e se expandiu na segunda guerra mundial, onde teve um papel decisivo. Nos conflitos seguintes pelo mundo também se tornou muito importante. A última grande batalha em larga escala entre tanques aconteceu durante a guerra do Golfo.